# Гродзецький замок
Гродзецький замок (пол. Zamek w Grodźcu) — замок у селі Гродзець у гміні Ясениця Бельського повіту Сілезького воєводства у Польщі.

## Історія

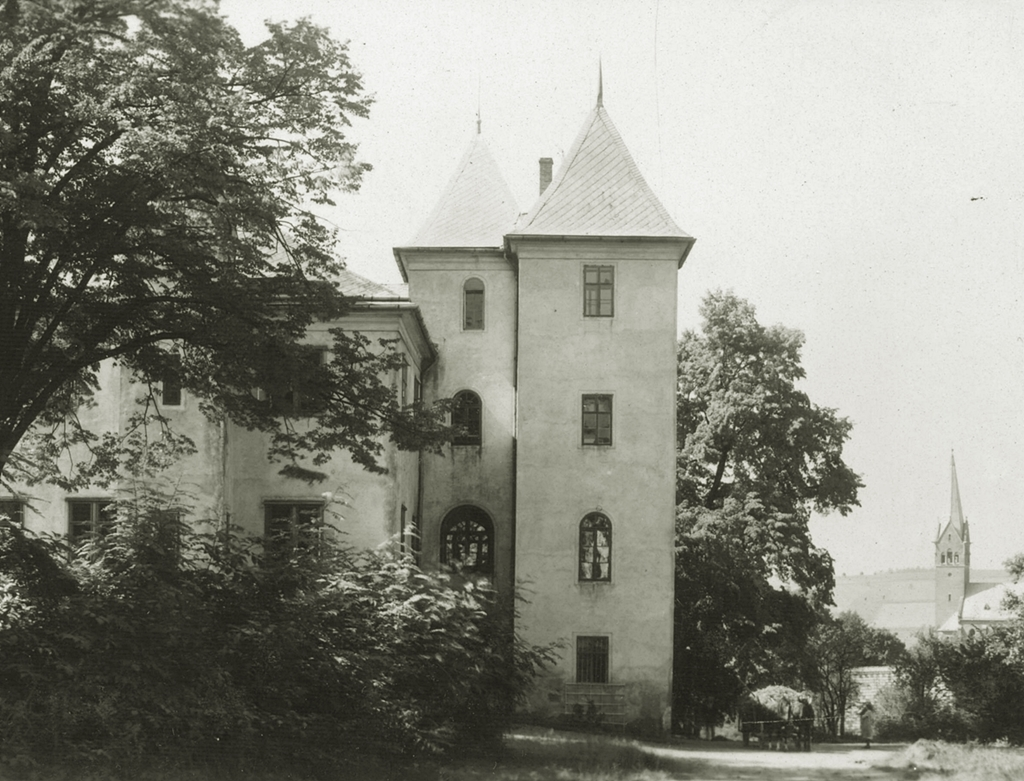
Замок на початку XX століття

Перша згадка про Гродзець датується 1442 роком, однак деякі дослідники припускають, що оборонні укріплення існували тут вже у XIV столітті.
Сучасний замок тут було збудовано у 1542—1580 роках цешинським каштеляном Матвієм Гродецьким гербу Радван та його сином Генриком, який здійснив перебудову замку у стилі ренесансу. У 1650 році, після смерті останнього представника родини Городецьких — Кшиштофа, замок перейшов у володіння родини Маркловських гербу Венява. Вони перебудували замок у бароковому стилі. 
Черговими власниками замку були Ян Дам з Бедриховець, Кароль Єжи Собек, Генріх Фердинанд Ларіш, згодом знову родина Маркловських. Один з них — Кароль Єжи Собек добудував до замка ще один поверх, а також дві менші вежі по боках замку. 
У XVIII столітті корпус замка було подовжено у західному напрямі, а у наступному столітті зі сторони парку з'явилася тераса зі сходами та дві нові вежі спереду. 
Черговим власником замка став Леопольд Готліб Каліш. Його внучка Анна Елеонора Замойська у 1884 році продала замок фабрикантові з Білої — Францискові Стшигомському. У 1927 році замок та навколишні землі придбав доктор Ернест Габіхт, який товаришував з Юзефом Пілсудським. Він здійснив реставрацію замку та розмістив у ньому свої мистецькі колекції та бібліотеку.
Під час Другої світової війни нацисти обладнали в замку польовий шпиталь, а колекції Габіхта було розграбовано та вивезено. Постраждали також замкові інтер'єри.
У 1946 році замок було передано Державному науковому інституту сільського господарства, а у 1950 році — Інституту зоотехніки.

## Сучасність
У 2004 році замок став власністю підприємця Міхала Божка та його дружини. З того часу в замку та оточуючому його парку здійснюються відновлювальні роботи.

## Світлини

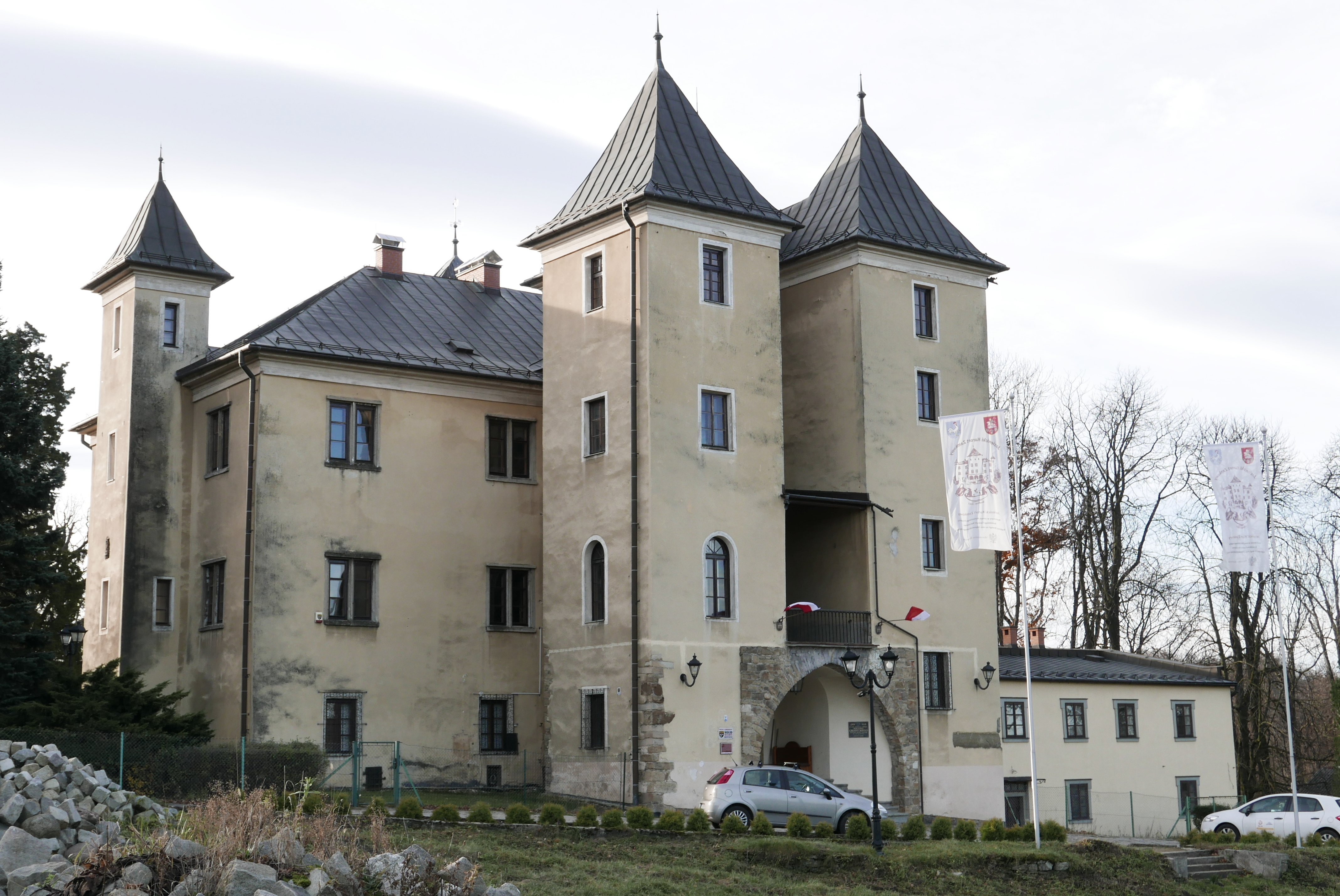
Вигляд замка з північно-східної сторони
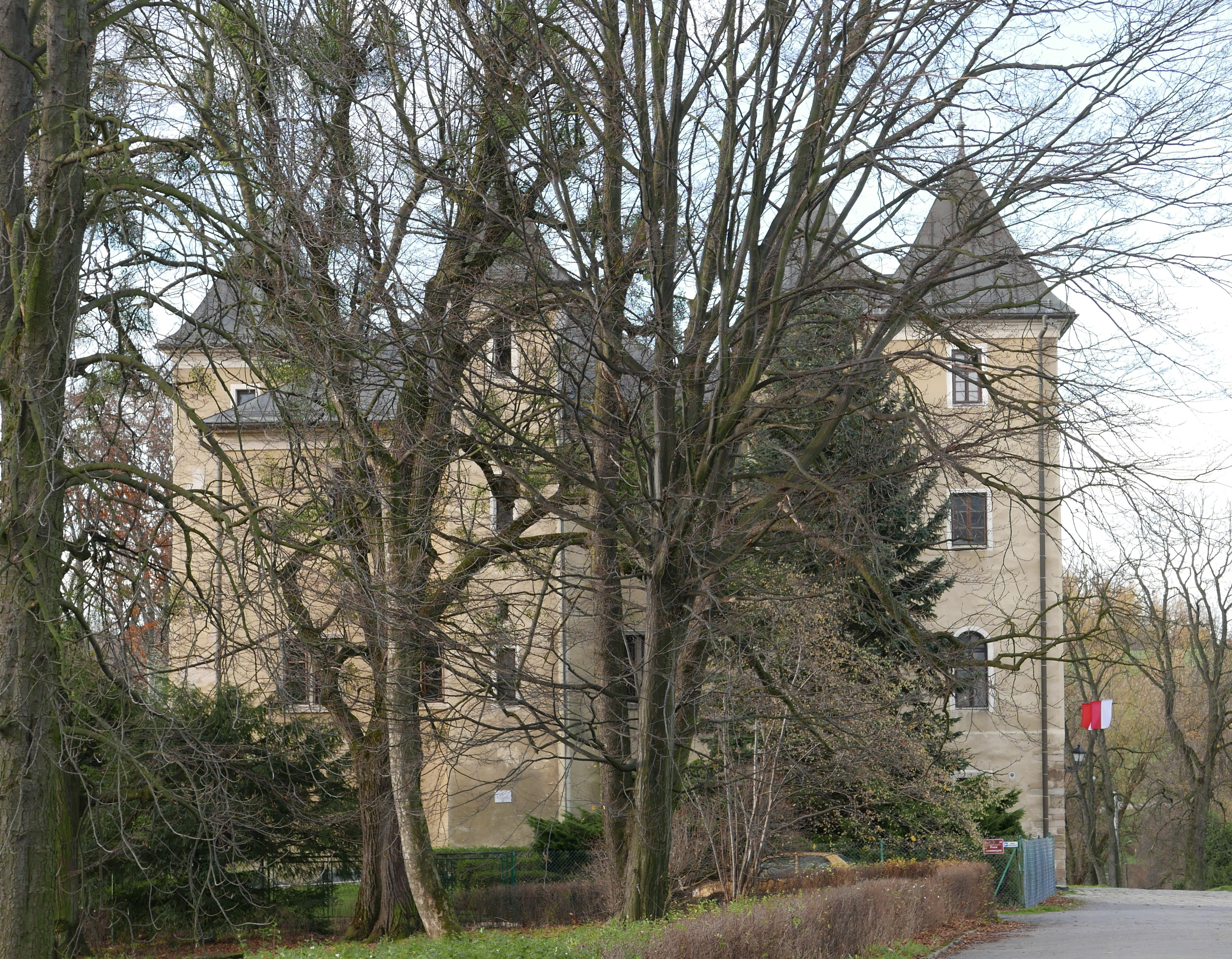
Вигляд замка зі сходу
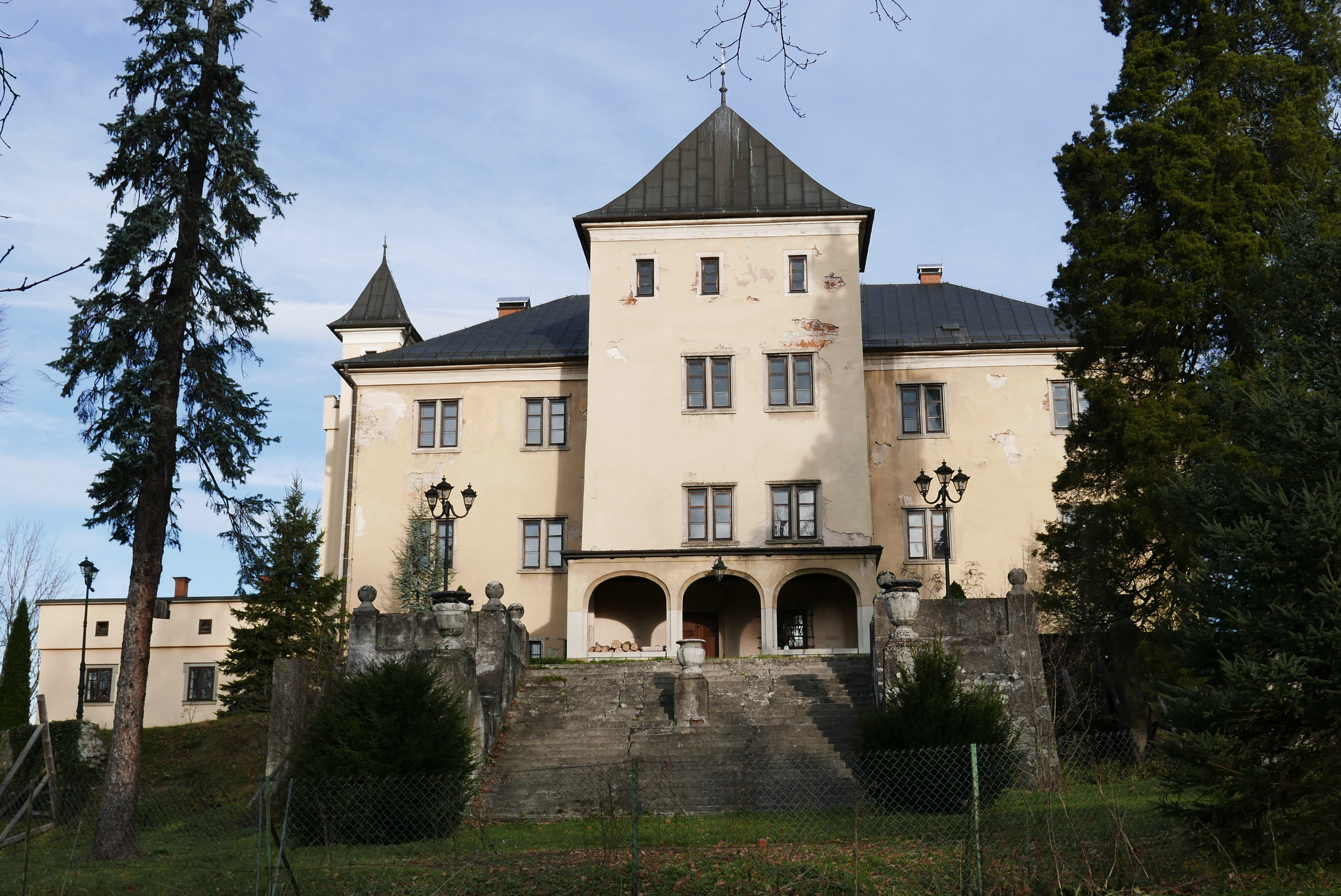
Вигляд замка з південної сторони
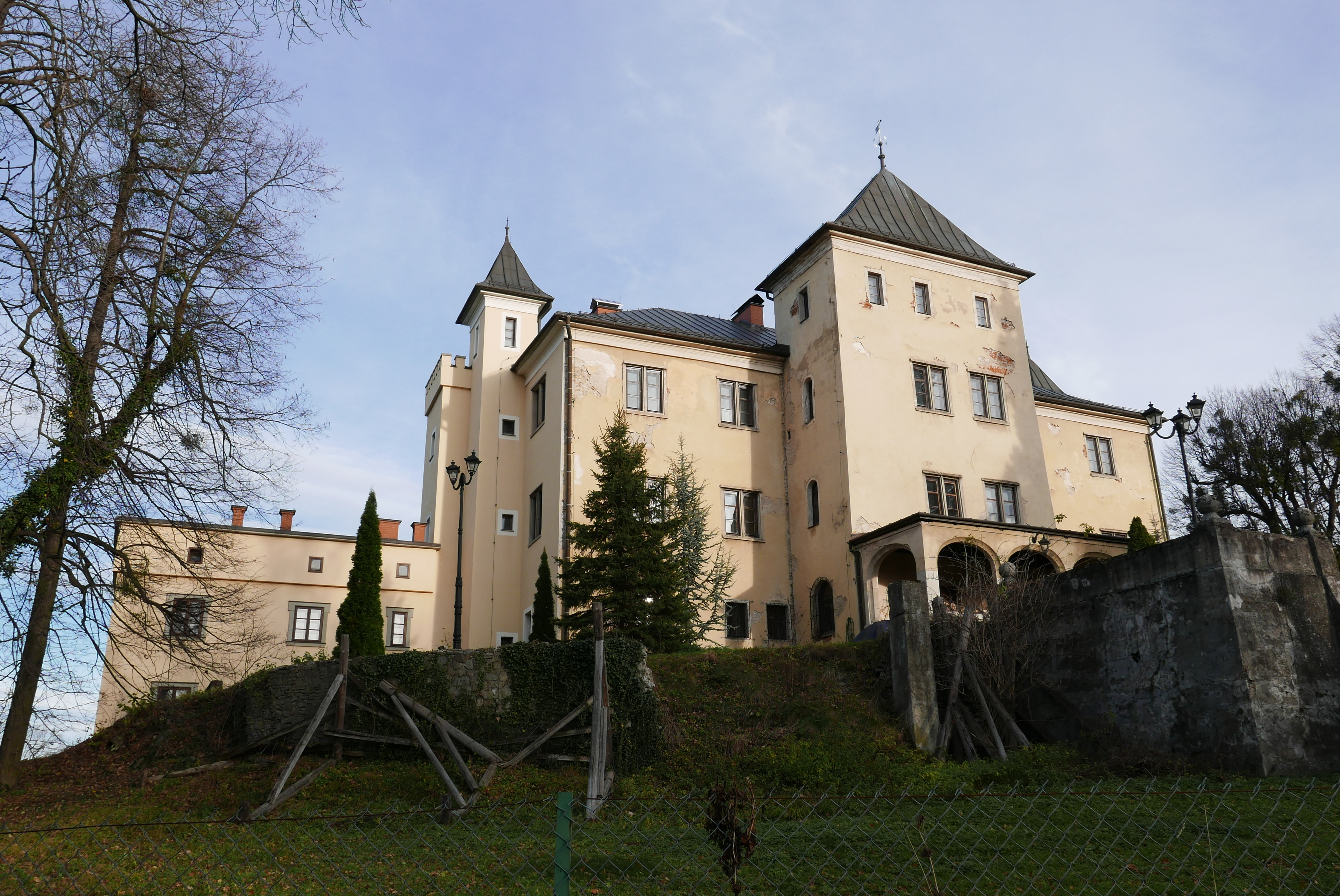
Вигляд замку з південно-західної сторони